# Andreas Ludwig (Fußballspieler)
Andreas Ludwig (* 11. September 1990 in Ulm) ist ein deutscher Fußballspieler. Der Mittelfeldspieler stand zuletzt beim SSV Ulm 1846 unter Vertrag, mit dem er 2024 in die 2. Bundesliga aufstieg.

## Sportlicher Werdegang
Andreas Ludwig begann seine Karriere beim TSV Blaustein und dem TSV Neu-Ulm, von dem er 2004 in die Jugendabteilung des SSV Ulm 1846 wechselte. Nachdem er in der A-Jugend-Mannschaft überzeugt hatte, rückte er 2008 in den Kader der ersten Mannschaft auf. Im Laufe der Regionalliga-Spielzeit 2008/09 kam er zu seinem Debüt in der Regionalliga Süd, als er beim 2:1-Erfolg gegen den TSV Großbardorf am 3. März 2009 als Einwechselspieler zum Einsatz kam. Im Laufe der Spielzeit etablierte er sich als Stammspieler in der Offensive und trug mit vier Saisontoren zum Erreichen des siebten Tabellenplatzes bei.
Als der SSV-Trainer Markus Gisdol nach Saisonende den Ulmer Klub in Richtung TSG 1899 Hoffenheim verließ, um dort das Training der zweiten Mannschaft zu übernehmen, nahm er Ludwig mit nach Hoffenheim. In der Oberliga Baden-Württemberg trug Ludwig als Stammspieler im Mittelfeld (32 Spiele, 7 Tore) dazu bei, dass sich die Mannschaft im vorderen Tabellenbereich etablierte. Ab der Winterpause 2009/10 trainierte der Linksfüßer mit dem Profikader des Kraichgauer Bundesligisten und erhielt am 15. Januar 2010 seinen ersten Bundesligaeinsatz im Spiel beim FC Bayern München, als er zur zweiten Hälfte eingewechselt wurde. In der Folge kam er wieder regelmäßig in der zweiten Mannschaft zum Einsatz.
Im Mai 2011 verlängerte Ludwig seinen bis 2012 laufenden Vertrag bei 1899 Hoffenheim um ein Jahr und wurde für die kommende Saison an den 1. FC Heidenheim ausgeliehen. Da er in Heidenheim aufgrund zu großer Konkurrenz kaum Spielpraxis sammeln konnte, wurde die Ausleihe bereits am 17. Januar 2012 beendet und Ludwig kehrte in die U-23 der Hoffenheimer zurück. Dort machte er vor allem in der Saison 2012/13 durch starke Leistungen auf sich aufmerksam. Bis Ende März 2013 gelangen ihm in 25 Ligaspielen 15 Tore.
Im April 2013 rückte Ludwig unter dem neuen Trainer Markus Gisdol, mit dem er schon früher zusammengearbeitet hatte, in die Profimannschaft auf. Wenig später kam er zu seinem zweiten Bundesligaeinsatz, als er beim 2:2-Unentschieden gegen den VfL Wolfsburg für Sven Schipplock eingewechselt wurde. Im April 2013 erhielt Ludwig einen Lizenzspielervertrag bis zum 30. Juni 2015. Im Januar 2014 erfolgte eine erneute Ausleihe bis zum Saisonende an den Zweitligisten TSV 1860 München. Dort kam er in zehn Partien zum Einsatz, davon in acht von Beginn an, und erzielte beim 4:0-Sieg gegen den VfR Aalen sein erstes Tor und gab seine erste Torvorlage im Profibereich.
Nach Ablauf der Leihe in München verließ Ludwig im Sommer 2014 die TSG 1899 Hoffenheim und wechselte zum Zweitligisten VfR Aalen. Bei den Schwaben unterschrieb er einen Zweijahresvertrag. Ludwig wechselte nach einer Saison, vorzeitig den Verein und unterschrieb im Sommer 2015 einen Vertrag beim niederländischen Erstligisten FC Utrecht. Mit Utrecht erreichte Ludwig in seiner Debütsaison den 5. Platz sowie das niederländische Pokalfinale, in welchem Utrecht mit 1:2 unterlag. Nach einem 4. Platz in der Saison 2016/17 wechselte Ludwig zum deutschen Drittligisten 1. FC Magdeburg. Hier kam er in der Saison 2017/18 nur zu 10 Einsätzen, so dass er den FCM nach nur einer Saison wieder verließ. Ludwig konnte mit Magdeburg den Aufstieg in die 2. Bundesliga feiern.
In den folgenden Jahren spielte Ludwig erneut für die Reservemannschaft der TSG 1899 Hoffenheim in der Regionalliga Südwest. Am 26. Mai 2022 bestätigte der SSV Ulm 1846 seinen Wechsel zurück in seine Heimatstadt Ulm. Unter Trainer Thomas Wörle gelang am Ende der Spielzeit 2022/23 der Aufstieg in die 3. Liga als Meister vor TSV Steinbach Haiger. Dabei hatte Ludwig ein Tor erzielt und fünf Treffer vorbereitet, insbesondere nach einer Roten Karte und einer Gelbsperre verpasste er einen Teil der Saisonspiele und kam als Stammspieler zu 28 Einsätzen. In der Drittligasaison 2023/24 verlor er seinen Stammplatz und kam vornehmlich als Einwechselspieler zum Einsatz: bei 22 Saisoneinsätzen stand er nur sechsmal in der Startelf. Mit zwei Saisontoren trug er zum Gewinn der Drittligameisterschaft bei, die „Spatzen“ schafften den Durchmarsch und kehrten 23 Jahre nach dem Abstieg wieder in die 2. Bundesliga zurück. Nach dem direkten Wiederabstieg in der Folgesaison verließ Ludwig den SSV Ulm 1846 im Sommer 2025.

## Erfolge
- 2010 Meister der Oberliga Baden-Württemberg mit der TSG Hoffenheim II
- 2018 Meister der 3. Liga und Aufstieg in die 2. Bundesliga mit dem 1. FC Magdeburg
- 2023 Meister der Regionalliga Südwest und Aufstieg in die 3. Liga mit SSV Ulm 1846 Fußball
- 2024 Meister der 3. Liga und Aufstieg in die 2. Bundesliga mit dem SSV Ulm 1846 Fußball